# Azov (croiseur)
Pour les articles homonymes, voir Azov (homonymie).
L'Azov est un croiseur lance-missiles de la classe Kara ayant servi dans la flotte de la mer Noire de la marine soviétique puis russe.

## Historique
Sa quille est posée le 21 juillet 1972, il est lancé le 14 septembre 1973 et mis en service le 25 décembre 1975, opérant dans la flotte de la mer Noire. En 1977, le navire est modifié pour transporter le nouveau complexe de missiles antiaériens S-300F (SA-N-6).
Après l'effondrement de l'Union soviétique, le navire opère dans la marine russe, où il sert jusqu'en 1998, date à laquelle il est retiré du service et démoli en 2000.